# Nauni
Nauni vagy Nani (korábbi olvasat szerint Entiuni) ókori egyiptomi hercegnő a XXI. dinasztia idején; valószínűleg I. Pinedzsem Ámon-főpapból lett fáraó leánya. Anyja, Tentnabehenu neve egyedül Nauni temetkezési papiruszáról ismert.
Sírjából csak annyit lehet kideríteni kilétéről, hogy viselte a következő címeket: „a király vér szerinti leánya; Ámon énekesnője; a ház úrnője”. Hogy Pinedzsem lánya volt, arra abból következtettek, hogy Dejr el-Bahariban temették el, ami a királyi család körében népszerű temetkezési hely volt ebben az időben; közel Báb el-Gaszuszhoz, ami papok körében volt gyakori temetkezőhely szintén ebben a korszakban; a közelbe, az MMA 60-as sírba temetkezett Pinedzsem leánya, Henuttaui és feltételezett menye, Dzsedmuteszanh is; Henuttaui múmiája hasonlít Nauniéra, és koporsói is.
A múmiát H. E. Winlock bontotta ki 1929 vagy 1930 telén, és ő is vizsgálta meg, dr. Derryvel együtt. Pinedzsem két másik gyermekéhez, Henuttauihoz és Maszaharta főpaphoz hasonlóan Nauni is alacsony és kövér volt, magassága kb. 145 cm. Halálakor hetven év körül járt, haját a balzsamozók befestették, eredetileg ősz lehetett. Fején emberi hajból készült paróka volt, melyet megtaláltak mellette; úgy készült, hogy a kb. 20 cm hosszú hajfonatokat vászonra varrták.
A TT358-as sír, melybe eltemették, eredetileg a XVIII. dinasztia elején élt Ahmesz-Meritamon királynéé, I. Amenhotep testvéréé és feleségéé volt. A sírt I. Pinedzsem 19. uralkodási évében restaurálták és felhasználták Nauni temetéséhez több mint egy évtizeddel később; Winlock szerint a sír rekonstrukciója és újrafelhasználása közt legalább egy nemzedéknyi idő eltelt, mert akik Naunit eltemették, nem ismerték a sír eredeti elrendezését.
Szikomorfa külső és belső koporsója eredetileg anyja számára készült, később alakították át őket Nauni temetéséhez. Tárgyai közül a sírból előkerült összesen 392 usébti 7 dobozban, szkarabeuszamulett, üreges Ozirisz-szobor, az üregben a Halottak Könyve egy szépen illusztrált példánya; festett szikomorfa tábla (eredetileg Tentnabehenu részére készült).